# Pegylis maculipennis
Pegylis maculipennis är en skalbaggsart som beskrevs av Lansberge 1882. Pegylis maculipennis ingår i släktet Pegylis och familjen Melolonthidae. Inga underarter finns listade i Catalogue of Life.